# Gryllion
Gryllion (altgriechisch Γρυλλίων) war ein griechischer Bildhauer oder Maler, dessen Schaffenszeit in die zweite Hälfte des 4. Jahrhunderts v. Chr. anzusetzen ist.
Gryllion ist heute nur noch aus dem bei Diogenes Laertios überlieferten Testament des Aristoteles bekannt. Laut diesem hatte er bei Gryllion mehrere Porträts in Auftrag gegeben, die er dann als Weihegeschenke aufstellen lassen wollte. Da im Testament nicht steht, ob es sich dabei um plastische oder zweidimensionale Werke handelte, kann auch nicht mit Sicherheit gesagt werden, ob Gryllion Bildhauer, Maler oder Künstler einer anderen Form war.